# 39. Arany Málna-gála
A 39. Arany Málna-gálán (Razzies) – az Oscar-díj paródiájaként – az amerikai filmipar 2018. évi legrosszabb filmjeit, illetve azok alkotóit díjazták. A több mint 900 egyesült államokbeli és külföldi filmrajongó, kritikus, újságíró és filmes szakember G.R.A.F.-tag jelölése alapján összeállított végleges listát január 21-én hozták nyilvánosságra.
A 2018. év amerikai filmtermésből három alkotás is magas számú (hat-hat) jelölést kapott: az egykori New York-i maffiafőnök, John Gotti történetét feldolgozó Gotti, John Travoltával a címszerepben, a Melissa McCarthy nevével fémjelzett Haláli bábjáték, valamint Etan Cohen „vígjátéka”, a Holmes és Watson, Will Ferrell és John C. Reilly főszereplésével. Nem kímélték a kritikusok az 1991-ben cameoszerepéért már Arany Málnát kapott Donald Trumpot sem: 2019-ben két díjra is jelölték a Death of a Nation, valamint a Fahrenheit 11/9 dokumentumfilmekben önmaga alakításaiért; de maga a First Lady, Melania Trump is kapott egy jelölést. „Elismerésben” részesülhet még Johnny Depp, Bruce Willis, Jennifer Garner, Helen Mirren és Jamie Foxx is. A G.R.A.F. közönségszavazattal választja ki az Arany Málna-megváltó díj győztesét; a jelöltek között színész, rendező, filmstúdió és franchise is található.
A „győztesek” kihirdetésére a 91. Oscar-gála előtti napon, 2019. február 23-án került sor Los Angelesben. A jelöléseknek megfelelően Etan Cohen filmje, a Holmes és Watson kapta a legtöbb szavazatot, így elhozta a legrosszabb film, remake , rendező és férfi mellékszereplő díját. Donald Trump – mint várható volt – mindkét jelölését díjra váltotta. A 2019-es díjazás érdekessége, hogy az a Melissa McCarthy, aki „kilépve megszokott karakteréből, a többszörös Arany Málna-jelöléstől eljutott egy kritikusok által is elismert szerephez a Megbocsátasz valaha? című filmben” és ezért elnyerte az Arany Málna-megváltó díjat, a Haláli bábjáték és A partiállat című filmekben nyújtott alakításaiért egyben megkapta a legrosszabb női főszereplő díját is.
2019. január 31-én az Arany Málna Díj Alapítványt azzal vádolták meg, hogy manipulálják a beküldött szavazatokat az irányított jelölések érdekében. Például Jamie Dornan (A szabadság ötven árnyalata) és Kevin Spacey (Milliárdos fiúk klubja) több szavazatot kapott, mint a jelöltek listájára felkerült Johnny Depp (Sherlock Gnomes) vagy Bruce Willis (Bosszúvágy). Az alapítvány elnöke, a díjat alapító John Wilson technikai nehézségekkel indokolta a feltárt eltéréseket, de elismerte, hogy bizonyos esetekben döntő szava lehet.

## Az Arany Málna-szezon menetrendje
A díjátadó menetrendjét 2018. december 26-án hozták nyilvánosságra.
| Dátum             | Esemény                                                   |
| ----------------- | --------------------------------------------------------- |
| 2019. január 1.   | A jelöltek kiválasztásának megkezdése e-mailen keresztül. |
| 2019. január 12.  | A jelöltekről történő szavazás lezárása.                  |
| 2019. január 21.  | A jelöltek bejelentése.                                   |
| 2019. február 1.  | A végső szavazás megkezdése e-mailen keresztül.           |
| 2019. február 16. | A végső szavazás lezárása.                                |
| 2019. február 23. | A 39. Arany Málna díjak kiosztásának bejelentése.         |

## Díjazottak és jelöltek
| „Győztes” |

| Kategória | „Győztesek” és jelöltek |
| --- | ----------------------- |
| Legrosszabb film |                         |
| Holmes és Watson, producer: Jimmy Miller, Clayton Townsend (Columbia Pictures, Gary Sanchez Productions) |                         |
| Gotti, producer: Randall Emmett, George Furla (Emmett/Furla/Oasis Films) |                         |
| Haláli bábjáték, producer: Ben Falcone, Jason Lust, Melissa McCarthy, Brian Henson Jeffrey M. Hayes (Black Bear Pictures, Henson Alternative) |                         |
| Robin Hood, producer: Jennifer Davisson, Leonardo DiCaprio (Summit Entertainment) |                         |
| Szellemek háza, producer: Benedict Carver, Tobin Armbrust (Blacklab Entertainment, Imagination Design Works) |                         |
| Legrosszabb előzményfilm, remake, koppintás vagy folytatás |                         |
| Holmes és Watson, producer: Jimmy Miller, Clayton Townsend (Columbia Pictures, Gary Sanchez Productions) |                         |
| Bosszúvágy, producer: Roger Birnbaum (Metro-Goldwyn-Mayer) |                         |
| Death of a Nation, producer: Gerald R. Molen (D'Souza Media) |                         |
| Meg – Az őscápa (A cápa koppintása), producer: Belle Avery, Lorenzo di Bonaventura, Colin Wilson (Flagship Entertainment) |                         |
| Robin Hood, producer: Jennifer Davisson, Leonardo DiCaprio (Summit Entertainment) |                         |
| Legrosszabb férfi főszereplő |                         |
| Donald J. Trump – Death of a Nation és Fahrenheit 11/9, mint Donald Trump |                         |
| Johnny Depp (csak a hangja) – Sherlock Gnomes, mint Sherlock Gnomes hangja |                         |
| Will Ferrell – Holmes és Watson, mint Holmes |                         |
| John Travolta – Gotti, mint John Gotti, a New York-i maffiafőnök |                         |
| Bruce Willis – Bosszúvágy, mint Dr. Paul Kersey, chicagói sebészorvos |                         |
| Legrosszabb női főszereplő |                         |
| Melissa McCarthy – Haláli bábjáték és A partiállat, mint Connie Edwards, illetve Deanna |                         |
| Jennifer Garner – Peppermint – A bosszú angyala, mint Riley North |                         |
| Amber Heard – Londoni pálya, mint Nicola Six |                         |
| Helen Mirren – Szellemek háza, mint Sarah Winchester |                         |
| Amanda Seyfried – The Clapper, mint Judy |                         |
| Legrosszabb férfi mellékszereplő |                         |
| John C. Reilly – Holmes és Watson, mint Watson |                         |
| Jamie Foxx – Robin Hood, mint Kicsi John, Robin mentora |                         |
| Ludacris (csak a hangja) – Kutyaparádé, mint Max hangja |                         |
| Joel McHale – Haláli bábjáték, mint Campbell ügynök |                         |
| Justice Smith – Jurassic World: Bukott birodalom, mint Franklin Webb |                         |
| Legrosszabb női mellékszereplő |                         |
| Kellyanne Conway (önmaga) – Fahrenheit 11/9, mint Kellyanne Conway kampánymenedzser |                         |
| Marcia Gay Harden – A szabadság ötven árnyalata, mint Dr. Grace Trevelyan |                         |
| Kelly Preston – Gotti, mint Victoria Gotti, Gotti felesége |                         |
| Jaz Sinclair – Slender Man – Az ismeretlen rém, mint Chloe |                         |
| Melania Trump (önmaga) – Fahrenheit 11/9, mnt Melania Trump |                         |
| Legrosszabb filmes páros |                         |
| Donald J. Trump és az ő állandósult kicsinyessége – Death of a Nation és Fahrenheit 11/9 |                         |
| Bármely két szereplő vagy báb (különösen a hátborzongató szexjeleneteikben) – Haláli bábjáték |                         |
| Johnny Depp és az ő gyorsan halványodó filmes karrierje (Rajzfilmek hangját kell adnia, a Krisztus szerelmére!) – Sherlock Gnomes |                         |
| Will Ferrell és John C. Reilly (Az irodalom legkedveltebb karakterpárosának tönkretétele) – Holmes és Watson |                         |
| Kelly Preston és John Travolta (A „Földi Háború megnyerése” típus újranézése!) – Gotti |                         |
| Legrosszabb rendező |                         |
| Etan Coen – Holmes és Watson |                         |
| Kevin Connolly – Gotti |                         |
| James Foley – A szabadság ötven árnyalata |                         |
| Brian Henson – Haláli bábjáték |                         |
| Spierig testvérek (Michael és Peter) – Szellemek háza |                         |
| Legrosszabb forgatókönyv |                         |
| A szabadság ötven árnyalata – Niall Leonard, E.L. James regényéből |                         |
| Death of a Nation – Dinesh D'Souza és Bruce Schooley |                         |
| Gotti – Leo Rossi és Lem Dobbs |                         |
| Haláli bábjáték – Todd Berger, saját és Dee Austin Robinson ötlete alapján |                         |
| Szellemek háza – Tom Vaughan és a Spierig testvérek |                         |
| Barry L. Bumstead-díj | Milliárdos fiúk klubja  |
| Arany Málna-megváltó díj |                         |
| Melissa McCarthy színésznő, aki kilépve megszokott karakteréből, a többszörös Arany Málna-jelöléstől eljutott egy kritikusok által is elismert szerephez a Megbocsátasz valaha? című filmben.                                                                     |                         |
| Tyler Perry színész, több Razzie-jelöltségből és a saját magának állított Madea-csapdából kitörve eljutott Colin Powell szerepéhez az Oscar- és a Golden Globe-favorit Alelnökben.                                                                                |                         |
| Peter Farrelly rendező, aki a Razzie-nyertes Movie 43: Botrányfilm és más olyan sekélyes alkotástól, mint például a Dumb és Dumber – Dilibogyók, eljutott a mélyen humanista és szívmelengető Zöld könyv – Útmutató az élethez társszerzőségéhez és rendezéséhez. |                         |
| Franchise, mely a Razzie-célpontul szolgáló Transformers fémkupacoktól eljut az olyan ártatlanabb és eredményesebb háromdimenziós megközelítéshez, mint az Űrdongó.                                                                                               |                         |
| A Sony Pictures Animation stúdió, amely túltéve magát a többszörös Razzie-győztes Emoji-filmen, eljutott a kiemelkedő, kritikusok és közönség által is kedvelt Pókember: Irány a Pókverzum!-ig.                                                                   |                         |

### A kategóriákban előforduló filmek
Az „Arany Málna-megváltó díj” kategória alkotásai kivételével.
| Jelölés | Díj | Magyar cím                       | Eredeti cím                    |
| ------- | --- | -------------------------------- | ------------------------------ |
| 6       | 4   | Holmes és Watson                 | Holmes & Watson                |
| 6       | 1   | Haláli bábjáték                  | The Happytime Murders          |
| 6       | 0   | Gotti                            | Gotti                          |
| 4       | 3   | –––                              | Fahrenheit 11/9                |
| 4       | 2   | –––                              | Death of a Nation              |
| 4       | 0   | Szellemek háza                   | Winchester                     |
| 3       | 1   | A szabadság ötven árnyalata      | Fifty Shades Freed             |
| 3       | 0   | Robin Hood                       | Robin Hood                     |
| 2       | 0   | Bosszúvágy                       | Death Wish                     |
| 2       | 0   | Sherlock Gnomes                  | Sherlock Gnomes                |
| 1       | 1   | A partiállat                     | Life of the Party              |
| 1       | 0   | Jurassic World: Bukott birodalom | Jurassic World: Fallen Kingdom |
| 1       | 0   | Kutyaparádé                      | Show Dogs                      |
| 1       | 0   | Londoni pálya                    | London Fields                  |
| 1       | 0   | Meg – Az őscápa                  | The Meg                        |
| 1       | 0   | Peppermint – A bosszú angyala    | Peppermint                     |
| 1       | 0   | Slender Man – Az ismeretlen rém  | Slender Man                    |
| 1       | 0   | –––                              | The Clapper                    |